# Palais Mira
Le palais Mira, palais Miratovitch, palais Miriv, (en ukrainien : Кам'яниця Муратовичів) construit au 13 de la rue Virmenska  à Lviv.

## Historique
Il fut construit au XVIIIe siècle sur deux immeubles plus anciens. L'immeuble de la famille Oubalovitch du XVIe siècle et l'immeuble Mouratovitch du XVIIe siècle, lieu où habitait l'imprimeur Gouran Mouratovitch. En 1773 l’architecte Petro Poleiovsky élevait là sa création construite par le maître Iosif Doublovsky. En 1776 un incendie ravageait le quartier et la maison, Marianna sa veuve vendait en 1778 l'immeuble au maire le comte Joseph Mir.

## Voir aussi

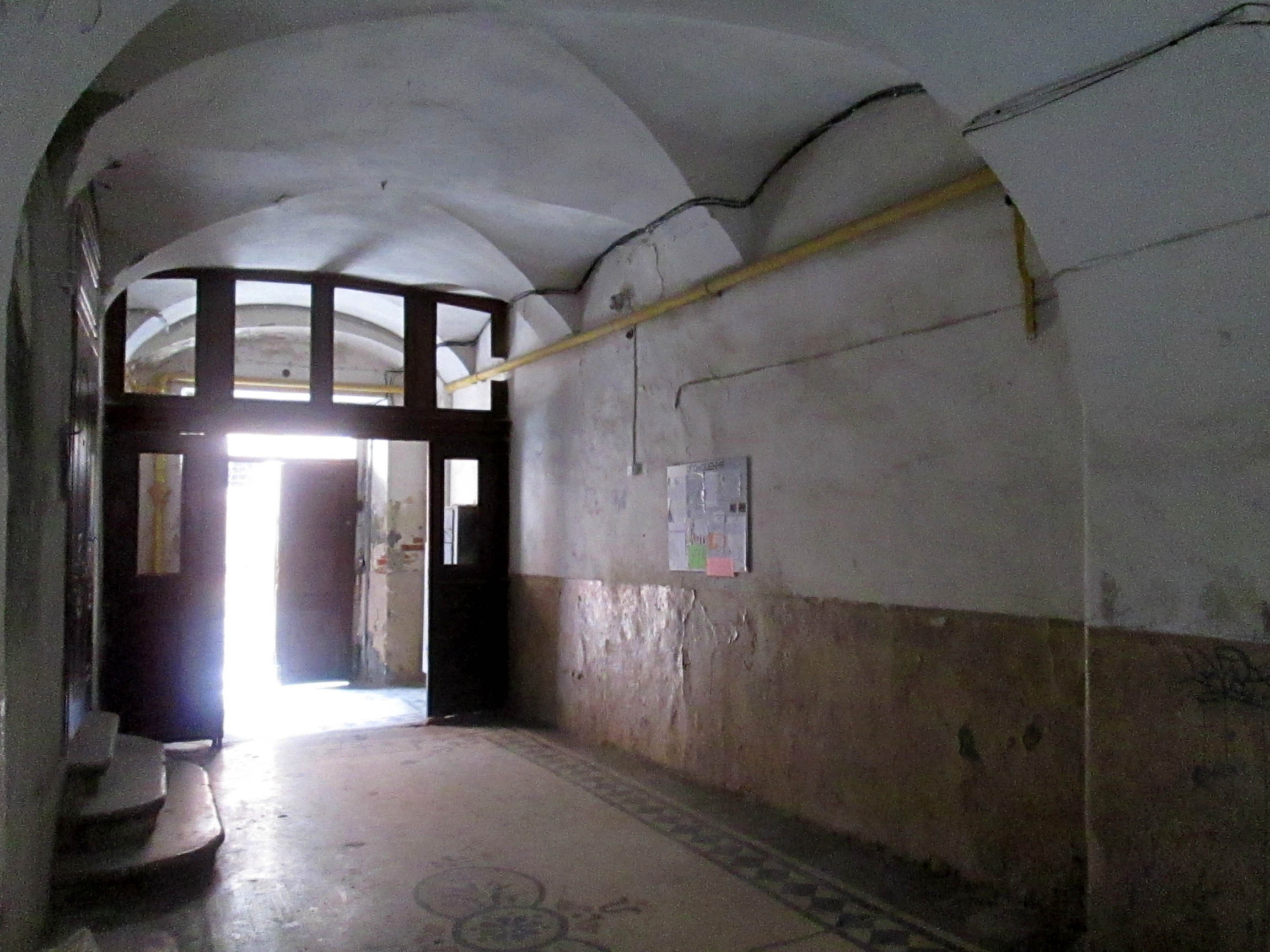
Hall d'entrée.
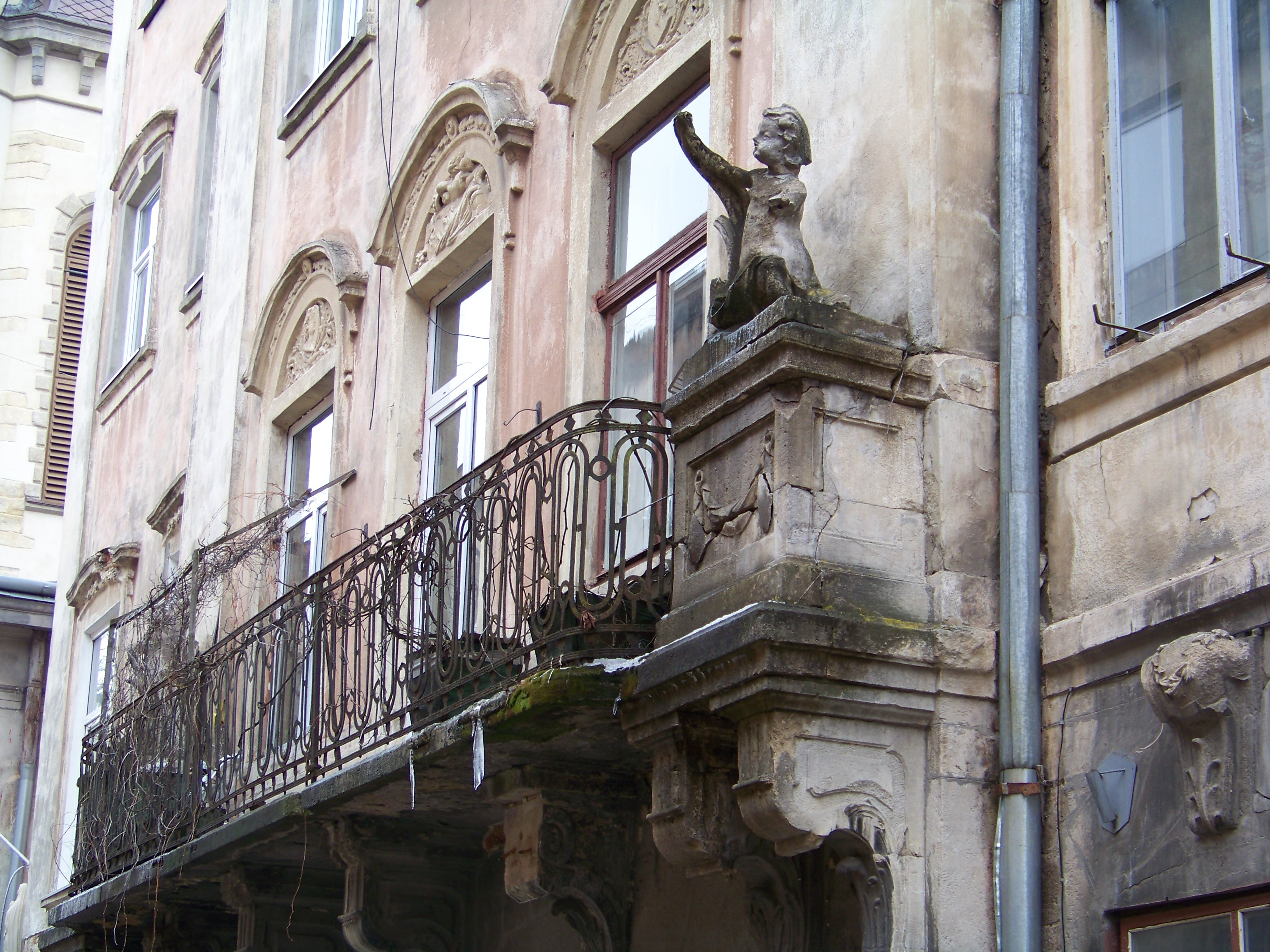
Détail du balcon.
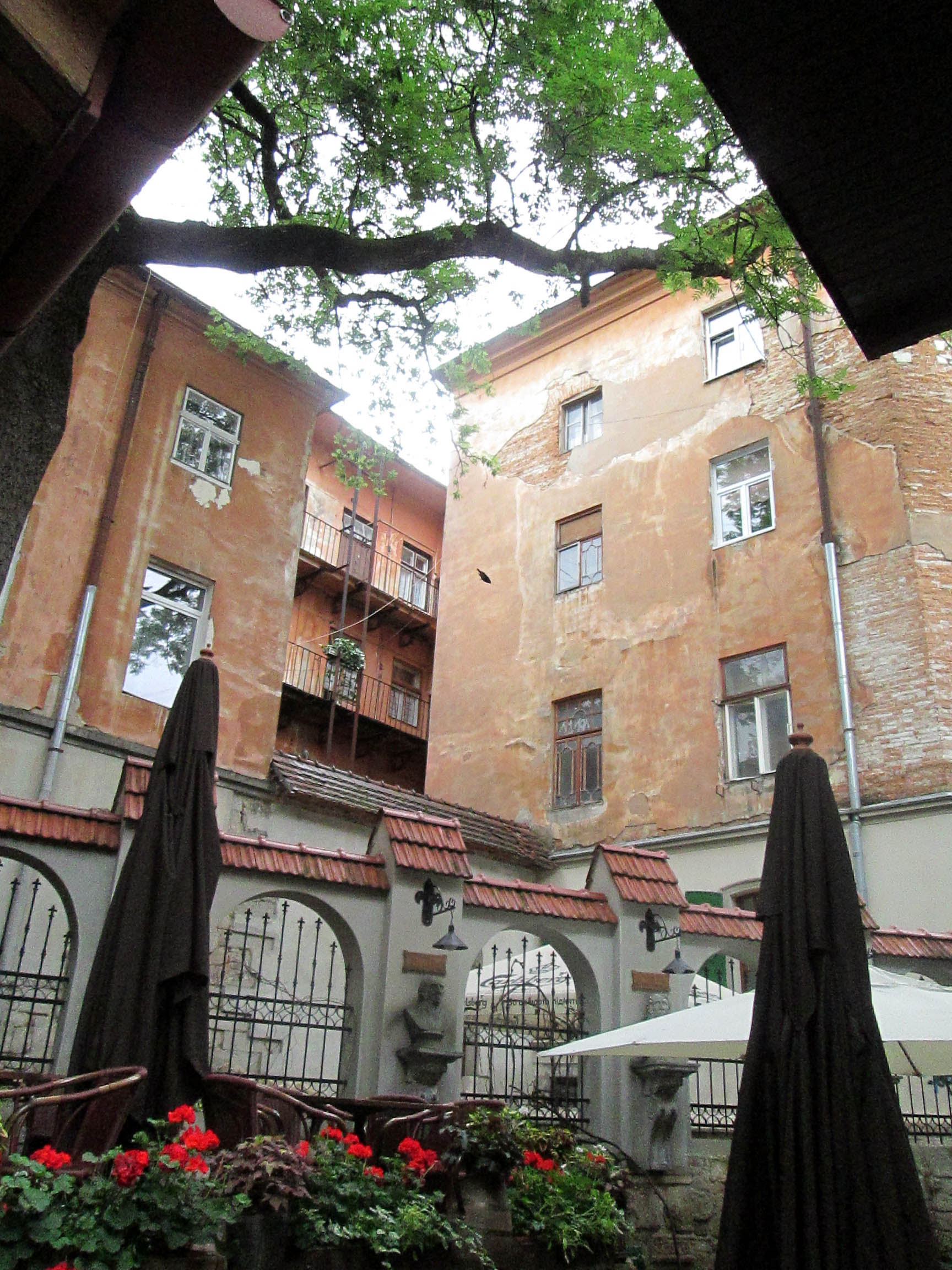
Sa cour.